# On Fire (singel The Roop)
On Fire (pol. W ogniu) – singel litewskiego zespołu muzycznego The Roop wydany w 2020.

## Konkurs Piosenki Eurowizji
W 2020 utwór miał reprezentować Litwę w 65. Konkursie Piosenki Eurowizji w Rotterdamie.

## Listy notowań
| Kraj  | Lista (2020)   | Najwyższa pozycja |
| ----- | -------------- | ----------------- |
| Litwa | Singlų Top 100 | 1                 |